# Nina Pavcnik
Nina Pavcnik es la profesora de la Familia Niehaus en Estudios Internacionales en el Departamento de Economía de Dartmouth College.
Sus investigación se centra sobre la intersección entre el comercio internacional, el desarrollo y la organización industrial, con un enfoque específico en cómo los diferentes  agentes responden a la globalización. Los diversos trabajos de Pavcnik analizan los efectos de la globalización en los niños que trabajan, los hogares, los trabajadores y las empresas. Su trabajo más reciente estudia el efecto de las reformas de política comercial a gran escala en el crecimiento económico y la desigualdad.
Pavcnik es investigadora asociada del National Bureau of Economic Research (Oficina Nacional de Investigación Económica), del Centre for Economic Policy Research (Centro de Investigación de Política Económica) y del Institute for the Study of Labor (Instituto para el Estudio del Trabajo). También es miembro principal del Bureau for Research and Economic Analysis of Development (Oficina de Investigación y Análisis Económico del Desarrollo). Se ocupó de los cursos Econ 39 y 49 en Dartmouth College en 2015.

## Biografía
Se graduó en Yale con una licenciatura en Economía en 1994 y recibió su Doctorado en Economía de Princeton en 1999.
Pavcnik se graduó Magna cum Laude y fue miembro de la sociedad Phi Beta Kappa.
Pavcnik está casada con el profesor de economía Eric Edmonds. Tiene doble nacionalidad eslovena y estadounidense.

## Investigación
La investigación de Pavnick se centra en los siguientes tres campos: comercio internacional, desarrollo y organización austral. Además, analiza específicamente cómo los hogares, las empresas y los trabajadores responden a la globalización. 
Es más, sus proyectos se centran en las investigaciones de las reformas de política comercial a gran escala y las consecuencias que pueden derivarse de las mismas. La investigación publicada por Pavcnik ha sido citada en más de 8000 ocasiones.
Entre sus trabajos más citados cabe mencionar un estudio de comercio liberalizado sobre productividad vegetal en Chile, publicado en The Review of Economic Studies; los efectos distributivos de la globalización en los países en desarrollo, publicado en el Journal of Economic Literature (junto con Pinelopi Koujianou Goldberg); y una investigación sobre la relación entre los costes del comercio, las importaciones de bienes intermedios y el alcance del producto de la empresa nacional en la India, publicado en Quarterly Journal of Economics (también en colaboración con Pinelopi Goldberg).

## Actividad profesional
Pavcnik es directora de redacción de la Revista Económica del Banco Mundial, codirectora del Journal of International Economics (Revista de Economía Internacional) y miembro del Comité de Investigación del Banco Mundial y de la Asociación Estadounidense Económica.
En Dartmouth, Pavcnik forma parte del Comité Directivo de King Scholar y en el Comité Directivo Menor de Estudios Internacionales. También ha estado en el Comité de Asesoramiento al Presidente y fue Presidenta del Comité de Becas de Posgrado de la Facultad.